# Pablo Pérez Garrido
Pablo Pérez Garrido (Cuenca, 27 febbraio 1997) è un ex cestista spagnolo.

## Palmarès
- Eurocup: 1

Valencia: 2013-14